# Jorge Prat
Jorge Arturo Prat Echaurren (Santiago, 24 de abril de 1918-Curacaví, 20 de diciembre de 1971) fue un abogado y político chileno de tendencia nacionalista. Se desempeñó como ministro de Hacienda de su país, durante el segundo gobierno del presidente Carlos Ibáñez del Campo entre junio de 1954 y enero de 1955.

## Familia y estudios
Fue hijo de Arturo Prat Carvajal y de Blanca Echaurren Clark. Su abuelo paterno fue Arturo Prat Chacón. Estudió en el Colegio de los Sagrados Corazones y derecho en la Pontificia Universidad Católica de Chile (PUC).

## Trayectoria política

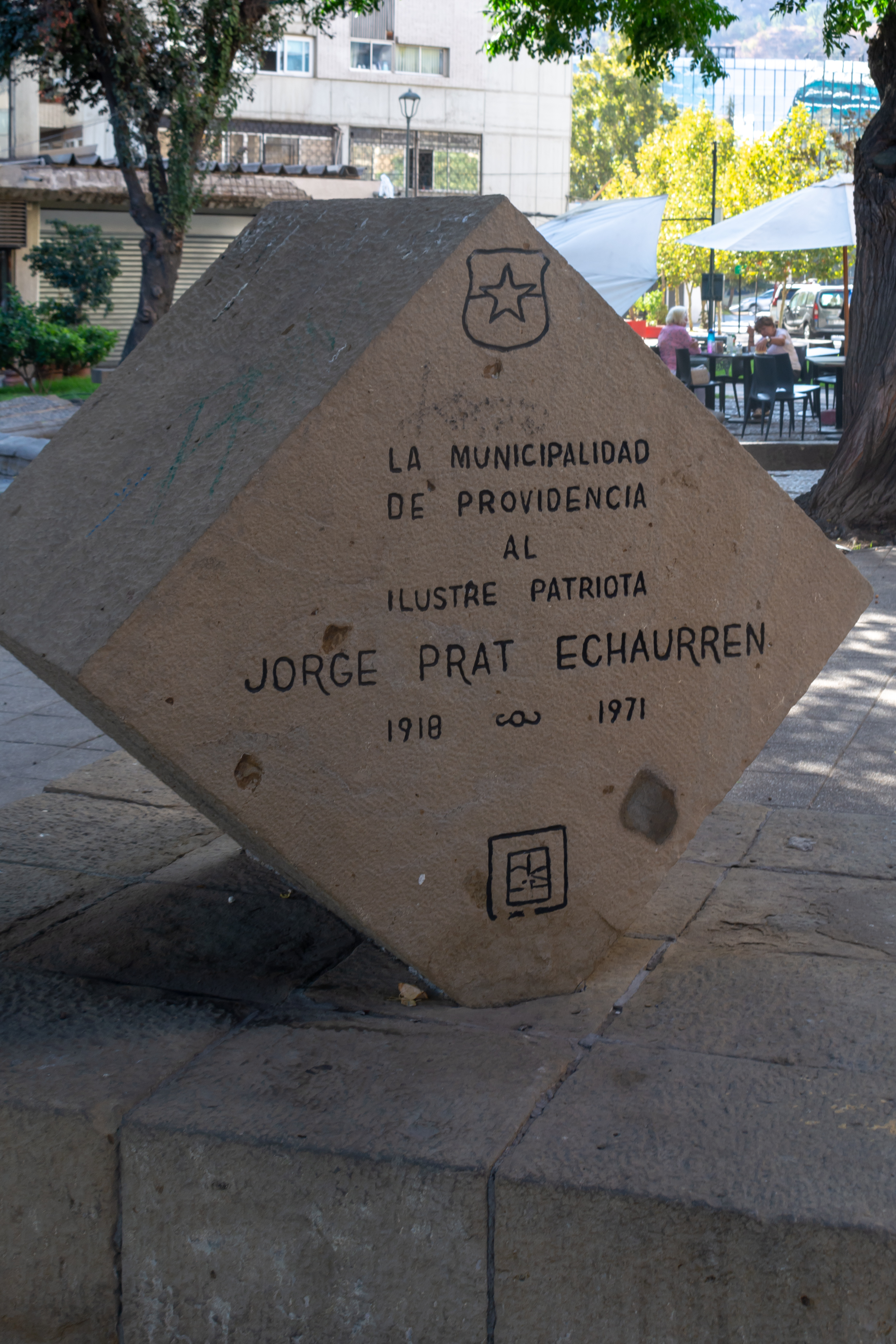
Monumento a Jorge Prat en Providencia.

Durante una corta etapa de su juventud fue miembro del Movimiento Nacional-Socialista de Chile, luego militante del Partido Conservador. En 1939 fue presidente de la juventud del partido, posición desde la cual difundió sus ideales portalianos y corporativistas. Posteriormente quedaría desencantado de las actitudes del partido, renunciando a su militancia.
Fue el fundador y copropietario de la revista Estanquero (1946). Luego organizador y primer presidente del Banco del Estado, en 1953. También ejerció como ministro de Hacienda durante el segundo gobierno del presidente Carlos Ibáñez del Campo en 1954. Ese año propuso a sus colegas de América reunidos en Brasil el que después fue el Banco Interamericano de Desarrollo (BID).
Por nombramiento del presidente Jorge Alessandri (1959), estudió la previsión chilena y propuso su reforma. Fundó el Partido Acción Nacional (PAN) en 1963, que levantó su candidatura presidencial para 1964, apoyada por el Movimiento Revolucionario Nacional Sindicalista (MRNS), retirada antes de la elección.
En 1966 concurrió con Acción Nacional (AN), el Partido Liberal (PL) y el Partido Conservador (PCon), a la creación en uno del Partido Nacional (PN).
Falleció de un infarto en Curacaví (cerca de Santiago) en 1971.

## Historial electoral

### Elecciones parlamentarias de 1965
- Elecciones parlamentarias de 1965, candidato a senador por la Cuarta Agrupación Provincial, Santiago Período 1965-1973 (Fuente: Dirección del Registro Electoral, Domingo 7 de marzo de 1965)

| Candidato                    | Partido | Votos   | %     | Resultado |
| ---------------------------- | ------- | ------- | ----- | --------- |
| Hugo Rosende Subiabre        | PCU     | 30.847  | 3,39  |           |
| Ismael Pereira Lyon          | PCU     | 11.612  | 1,28  |           |
| Javier Echeverría Alessandri | PCU     | 26.222  | 2,88  |           |
| Ángel Faivovich Hitzcovich   | PR      | 54,174  | 5,95  |           |
| Jacobo Schaulsohn Numhauser  | PR      | 37.057  | 4,07  |           |
| Volodia Teitelboim Volosky   | PC      | 120.028 | 13,19 | Senador   |
| Jorge Prat Echaurren         | AN      | 44.942  | 4,94  |           |
| Hugo Gálvez Gajardo          | AN      | 10.345  | 1,14  |           |
| Rafael Agustín Gumucio V.    | PDC     | 116.479 | 12,79 | Senador   |
| Tomás Reyes Vicuña           | PDC     | 126,513 | 13,9  | Senador   |
| José Musalem Saffie          | PDC     | 234.460 | 25,76 | Senador   |
| Luis Quinteros Tricot        | PS      | 28.642  | 3,15  |           |
| Carlos Altamirano Orrego     | PS      | 65.767  | 7,56  | Senador   |